# 首藤祐司
首藤 祐司（すどう ゆうじ、1960年4月13日 - ）は、日本の国土交通官僚。国土交通省大臣官房審議官兼官民連携政策課長を経て、2018年から駐エクアドル特命全権大使。

## 人物・経歴
宮崎県延岡市出身。元延岡市長の首藤正治は兄。1984年東京大学法学部卒業、建設省（現国土交通省）入省、住宅局民間住宅課配属。国際労働機関産業別活動部基礎産業・運輸業課出向、国土庁大都市圏整備局総務課課長補佐、建設省大臣官房会計課長補佐、経済企画庁総合計画局副計画官（社会資本班）、建設省都市局都市政策課長補佐、経済局不動産業課建設専門官、地域振興整備公団企画調査部企画課長、国土交通省河川局総務課企画官、警察庁生活安全局生活安全企画課都市防犯対策官、国土交通省都市・地域整備局市街地整備課市街地整備制度調整室長住宅局市街地整備課市街地整備制度調整室長を経て、2005年甲府市助役。警察庁交通局運転免許課長、住宅局住宅政策課長、住宅局総務課長を経て、2014年住宅金融支援機構理事。大臣官房審議官（総合政策局担当）兼総合政策局官民連携政策課長を経て、2018年駐エクアドル特命全権大使、2021年退官。2022年2月1日より、三井住友海上火災保険株式会社顧問。